# Agalloch
Agalloch was een Amerikaanse metalband uit Portland, Oregon. De band werd opgericht in 1995 en combineerde black metal met folkmetal, doommetal en ambient. Hierdoor ontstond een gevarieerd en sfeervol geluid, dat kenbaar was voor de band. In 2016 gingen ze uit elkaar.

## Leden
- Don Anderson - gitaar
- John Haughm - zang, gitaar
- Jason William Walton - basgitaar
- Chris Greene - drums

## Discografie
- From Which of This Oak (1996, ep)
- Pale Folklore (1999)
- Of Stone, Wind and Pillor (2001, ep)
- The Mantle (2002)
- Tomorrow Will Never Come (2003, ep)
- The Grey (2004, ep)
- Split with Nest (2004, ep)
- Ashes Against The Grain (2006)
- The White EP (2008, ep)
- The Demonstration Archive: 1996-1998 (2008, compilatiealbum)
- The Silence of Forgotten Landscapes (2009, dvd)
- The Compendium Archive (2010, compilatiealbum)
- Wooden Box (2010)
- Marrow of the Spirit (2010)
- The Serpent & The Sphere (2014)